# Doncaster Rovers Football Club 2012-2013
Questa pagina raccoglie i dati riguardanti il Doncaster Rovers Football Club nelle competizioni ufficiali della stagione 2012-2013.

## Rosa
| N. |                        | Ruolo | Calciatore      |
| -- | ---------------------- | ----- | --------------- |
| 1  | Scozia (bandiera)      | P     | Neil Sullivan   |
| 2  | Scozia (bandiera)      | D     | Paul Quinn      |
| 3  | Inghilterra (bandiera) | D     | George Friend   |
| 4  | Curaçao (bandiera)     | D     | Shelton Martis  |
| 5  | Inghilterra (bandiera) | D     | Rob Jones       |
| 6  | Inghilterra (bandiera) | C     | James Chambers  |
| 7  | Scozia (bandiera)      | C     | Martin Woods    |
| 8  | Inghilterra (bandiera) | A     | Billy Paynter   |
| 9  | Inghilterra (bandiera) | A     | Chris Brown     |
| 10 | Inghilterra (bandiera) | A     | Robbie Blake    |
| 11 | Galles (bandiera)      | C     | David Cotterill |
| 12 | Inghilterra (bandiera) | C     | Michael Woods   |
| 13 | Inghilterra (bandiera) | P     | Jonathan Maxted |
| 14 | Inghilterra (bandiera) | D     | Tommy Spurr     |
| 15 | Inghilterra (bandiera) | D     | Liam Wakefield  |
| 16 | Inghilterra (bandiera) | D     | Jamie McCombe   |

| N. |                             | Ruolo | Calciatore       |
| -- | --------------------------- | ----- | ---------------- |
| 17 | Canada (bandiera)           | A     | Iain Hume        |
| 18 | Inghilterra (bandiera)      | A     | Emile Sinclair   |
| 19 | Inghilterra (bandiera)      | D     | Andy Griffin     |
| 20 | Inghilterra (bandiera)      | C     | James Harper     |
| 21 | Irlanda del Nord (bandiera) | C     | Sammy Clingan    |
| 22 | Nuova Zelanda (bandiera)    | C     | Cameron Howieson |
| 23 | Inghilterra (bandiera)      | C     | Kyle Bennett     |
| 24 | Irlanda (bandiera)          | C     | Evan Finnegan    |
| 25 | Inghilterra (bandiera)      | A     | Jordan Ball      |
| 26 | Inghilterra (bandiera)      | C     | James Coppinger  |
| 27 | Inghilterra (bandiera)      | C     | Josh Meade       |
| 29 | Inghilterra (bandiera)      | C     | Harry Middleton  |
| 30 | Irlanda (bandiera)          | C     | Paul Keegan      |
| 31 | Inghilterra (bandiera)      | C     | Paddy Mullen     |
| 32 | Inghilterra (bandiera)      | D     | Jordan Binns     |
| 33 | Inghilterra (bandiera)      | P     | Gary Woods       |
| 35 | Sudafrica (bandiera)        | C     | Dean Furman      |